# آموزش گوجو
گوجو (به ژاپنی: 郷中 ごじゅう) یا آموزش گوجو، یک روش آموزشی برای کودکان طبقه سامورایی در قلمرو ساتسوما بود. آموزش گوجو یک سیستم آموزشی بود که از اواسط دوره ادو تا دوران میجی در قلمرو ساتسوما (استان کاگوشیما امروزی) اجرا می‌شد. گوجو سازمان‌های کوچک خودگردانی شبیه به انجمن‌های محله امروزی بودند. در این گوجوها، جوانان بین ۶ تا ۲۴ سال در خانه معلم خود جمع می‌شدند و صرف نظر از مقطع تحصیلی‌شان در همان مدرسه درس می‌خواندند. طبق این سیستم، دانش‌آموزان سال آخر آنچه را که از معلمان خود آموخته بودند به دانش‌آموزان سال آخر خود آموزش می‌دادند و دانش‌آموزان سال آخر نیز به نوبه خود آنچه را که از دانش‌آموزان سال آخر خود آموخته بودند به دانش‌آموزان سال آخر خود آموزش می‌دادند. از طریق این سیستم، قلمرو ساتسوما موفق به پرورش سامورایی‌هایی شد که از نظر جسمی و روحی قوی بودند و تا پایان دوره ادو، به یکی از تأثیرگذارترین و قدرتمندترین قلمروها با محوریت سایگو تاکاموری تبدیل شده بود. سیستم مشابهی در قلمرو آیزو، سیستم «جو» بود.

## مرور کلی
گفته می‌شود که منشأ گوچو، شیمازو یوشی‌هیرو است. تنها در اواسط دوره ادو بود که گوچو به عنوان یک سازمان آموزشی شروع به فعالیت کرد و حتی قوانین موجود در قلمرو نشان می‌دهد که شیمازو یوشی‌تاکا در مدیریت آن مشکل داشت و اسنادی را صادر می‌کرد که نظم و انضباط هوگن و گوچو را تنظیم می‌کرد و ادبیات و هنرهای رزمی را تشویق می‌کرد. به خوبی شناخته شده است که یاکومارو جیکن ریو برای تربیت بدنی و آموزش ایدئولوژیک استفاده می‌شد.
هنگامی که مدرسه قلمرو، زوشیکان، و سالن آموزش هنرهای رزمی، انبوکان، در سال ۱۷۷۳ تأسیس شدند، آموزش هنرهای رزمی خارج از زوشیکان و انبوکان و فعالیت‌های جمعی توسط سامورایی‌های رده پایین در گوچو (مانند رویدادهای تحت سیستم هیکو نی-سای) ممنوع بود.
با این حال، در پایان دوره ادو، کاماتا ماسازومی آموزش گوچو را احیا کرد و در واقع روح سامورایی نیشیدا-کاتا گوچو را تجدید کرد. ماسازومی، تحت اراده خاندان، ادبیات و هنرهای رزمی را به عنوان وسیله‌ای برای پالایش روح سامورایی تشویق می‌کرد و آموزش شمشیرزنی را به صورت حضوری برگزار می‌کرد.
طبقه سامورایی با دوره اصلاحات میجی ناپدید شد، اما یا (ya) همچنان وجود داشت. در استان کاگوشیما امروزی، تنها تعداد کمی یا (ya) وجود دارد که به عنوان مکان‌های آموزش اجتماعی برای جوانان عمل می‌کنند.